# Мазе, Марино
Марино Мазе (итал. Marino Masè; 21 марта 1939, Триест — 28 мая 2022, Рим, Италия) — итальянский актёр театра и кино.

## Биография
Ещё будучи подростком, присоединился к молодым актёрам продюсерской компании Vides Франко Кристальди. Изучал актёрское мастерство у Алессандро Ферсена.
Дебютировал на театральной сцене в 1960 году в «Ариальде» режиссёра Лукино Висконти, в 1961 году снялся в приключенческом фильме «Ромул и сабинянки» Ришара Потье. В первой половине 1960-х годов сыграл несколько главных ролей, в том числе Аугусто в фильме «Кулаки в кармане» Марко Беллоккьо и Улисса в «Карабинеры» Жан-Люка Годара. Позже, в основном, исполнял роли второго плана. Также активно занимался дубляжем.
За свою творческую карьеру снялся в более, чем 115 кино-, телефильмах и сериалах.
Умер после непродолжительной болезни в своём доме в Риме.

## Избранная фильмография
- 1963: Леопард — наставник Корбера
- 1963: Карабинеры — Улисс
- 1963: Чудовища (серия «Опиум для народа») — любовник
- 1965: Кулаки в кармане — Аугусто
- 1965: Жандарм в Нью-Йорке — Альдо, итальянский жандарм
- 1970: Каннибалы
- 1972: Красная королева убивает семь раз — полицейский инспектор
- 1974: Ночной портье — Атертон
- 1975: Зорро — Мигель Вега де ла Серна (несостоявшийся губернатор Нуэво-Арагона)
- 1979: Убийство на Тибре — Нарделли
- 1980: Заражение — лейтенант Тони Арас
- 1982: Дрожь
- 1985: Царь Давид — Агаг
- 1985—2016: Жители Ист-Энда (сериал)
- 1986: Каморрист — вербовщик Сапенца
- 1986: Желание подсматривать — Диего
- 1987: Живот архитектора — Третторио
- 1988: Призрак смерти — эксперт по проблемам старения
- 1989: Забыть Палермо
- 1989: Спрут 4 (сериал) — режиссёр Федерико Канопио
- 1990: Крёстный отец 3 — Лупо
- 1990: Эдера
- 1998: Дар Николаса (ТВ фильм)
- 2002: Гиностра – Ночной сторож